# Onslow (Iowa)
Onslow – miasto w Stanach Zjednoczonych, w stanie Iowa, w hrabstwie Jones. W 2000 roku liczyło 223 mieszkańców.